# Les Pierres elfiques de Shannara
 (avril 2024).
Si vous disposez d'ouvrages ou d'articles de référence ou si vous connaissez des sites web de qualité traitant du thème abordé ici, merci de compléter l'article en donnant les références utiles à sa vérifiabilité et en les liant à la section « Notes et références ».
Les Pierres elfiques de Shannara (titre original : The Elfstones of Shannara) est un roman médiéval-fantastique écrit en 1982 par Terry Brooks. Il s'agit du deuxième tome de la trilogie Shannara.

## Résumé des trois premiers chapitres
4150 : Les élus découvrent que l’Ellcrys est en train de mourir. Cet arbre magique est sur terre pour maintenir fermée la barrière entre ce monde et celui des démons. Le roi des démons, Dadga Mor parvient à sortir de son monde. Il est accompagné par deux de ses sbires, Le Métamorphe et Le Faucheur. Le roi des elfes, Eventine Elessedil et son fils Ander découvrent que si l’on féconde une graine de l’Ellcrys dans la fontaine du Feu de Sang, un autre arbre pourra être planté. Le seul problème, c’est que personne ne sait où se trouve le Feu de Sang...

## Personnages principaux
- Wil Ohmsford, petit-fils de Shea Ohmsford (le protagoniste principal du livre précédent, L'Épée de Shannara).
- Amberle Elessedil, petite-fille du roi des elfes.
- Allanon, dernier des druides de Paranor.
- Eretria, jeune vagabonde amoureuse de Wil.
- Ander Elessedil, fils du roi des elfes et oncle d'Amberle.

## Éditions françaises
- 1993 : Les Pierres des elfes de Shannara, éditions J'ai lu, traduction de Bernadette Emerich (format poche).
- 2003 : Les Pierres elfiques de Shannara, éditions Bragelonne, traduction de Rosalie Guillaume (format livre).
- 2005 : Les Pierres elfiques de Shannara, éditions J'ai lu, traduction de Rosalie Guillaume (format poche).
- 2007 : Les Pierres elfiques de Shannara et Le pays Sauvage, éditions Le livre de poche, traduction de R. Guillaume (format poche junior).
- 2007 : Les Pierres elfiques de Shannara, éditions Bragelonne, traduction de Rosalie Guillaume (format livre) - Nouvelle couverture.
- 2009 : Les Pierres elfiques de Shannara, éditions J'ai lu, traduction de Rosalie Guillaume (format poche) - Nouvelle couverture.